# 2019: После падения Нью-Йорка
«2019: После падения Нью-Йорка» (итал. 2019 - Dopo la caduta di New York) — пост-апокалиптический боевик итальянского режиссёра Серджо Мартино, вышедший в 1983 году.

## Сюжет
2019 год, Нью-Йорк. После ядерной войны, которая превратила большую часть планеты в безжизненную пустыню и сделала человечество не способным к размножению, прошло более 20 лет. Общество разделилось на две противоборствующие группы: злые правители Евракской монархии и восставшие против них малочисленные войска Федерации. Одновременно обоим противникам становится известно о том, что на руинах Нью-Йорка живёт девушка, способная родить ребёнка. Противоборствующие стороны одновременно начинают поиски, преследуя, однако, различные цели — повстанцы желают восстановить человеческий род, а представители монархии заинтересованы в проведении над девушкой неких экспериментов в «научных целях».

## В ролях
- Майкл Сопкив — Парцифаль
- Валентина Монье — Джара
- Анна Канакис — офицер Аня
- Романо Пуппо — Рэтчет
- Пауло Мария Скалондро — Бронкс
- Хэл Яманучи — Король Пожирателей Крыс
- Оттавиано Делль’Аква — евракский солдат (в титрах не указан)

## Издания
13 декабря 2005 года в США фильм был издан на DVD.